# 에티오피아의 재외공관 목록

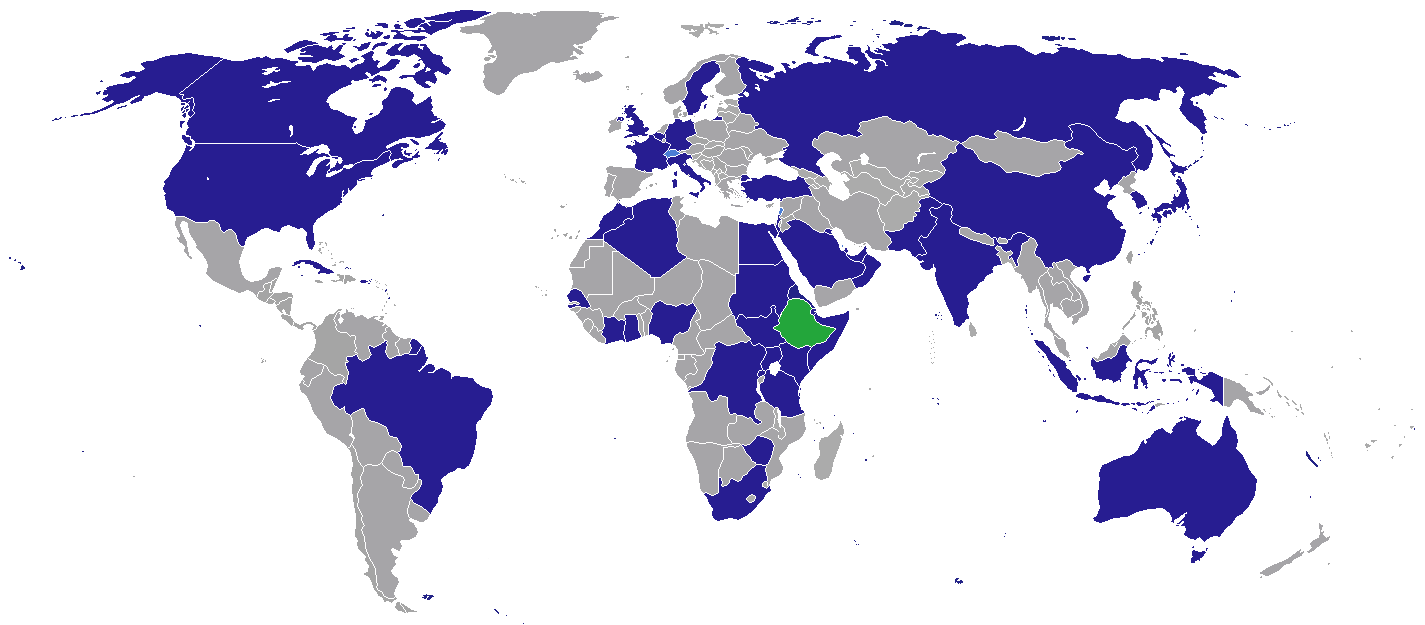
에티오피아의 재외공관

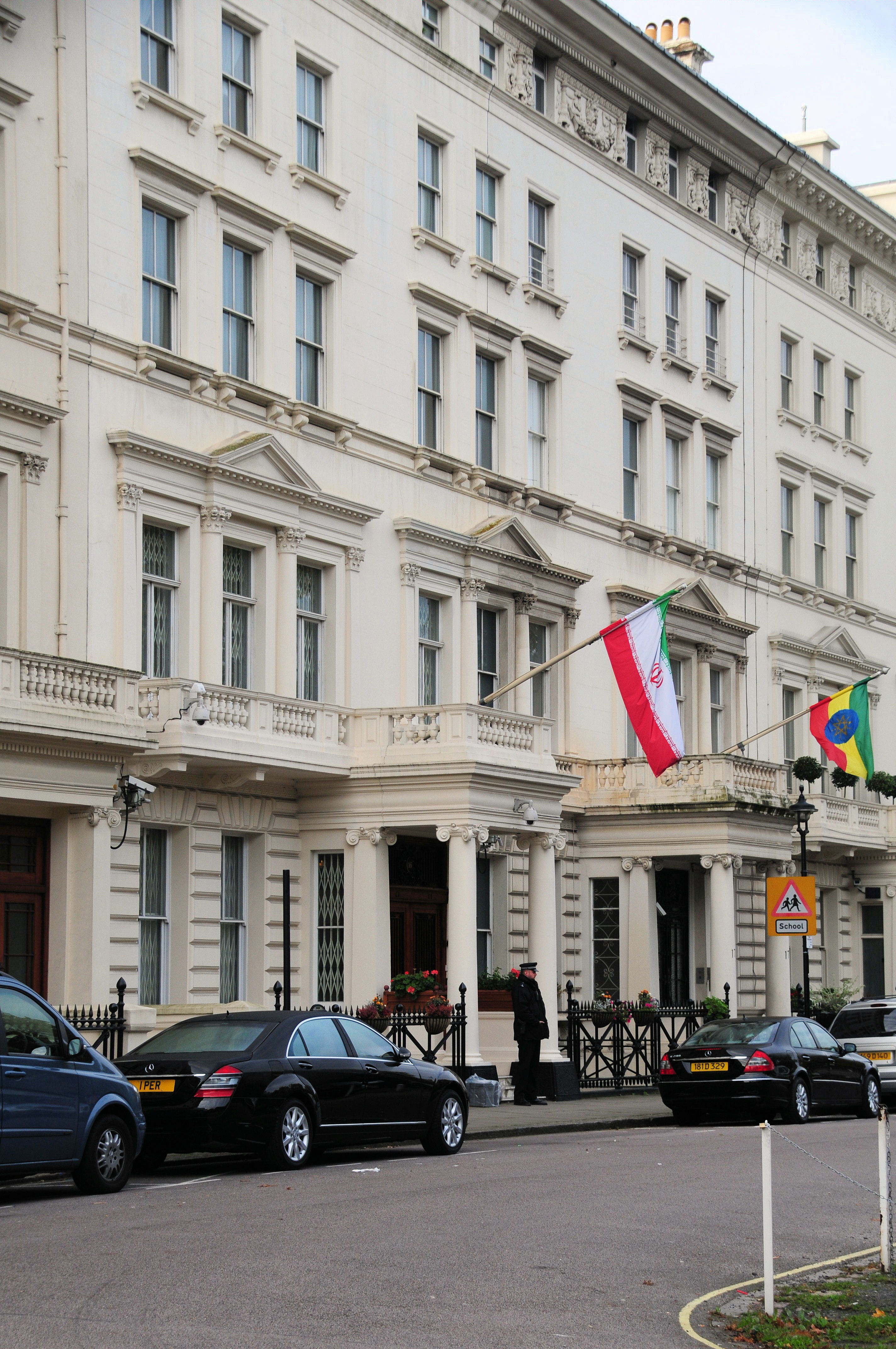
런던 주재 에티오피아 대사관

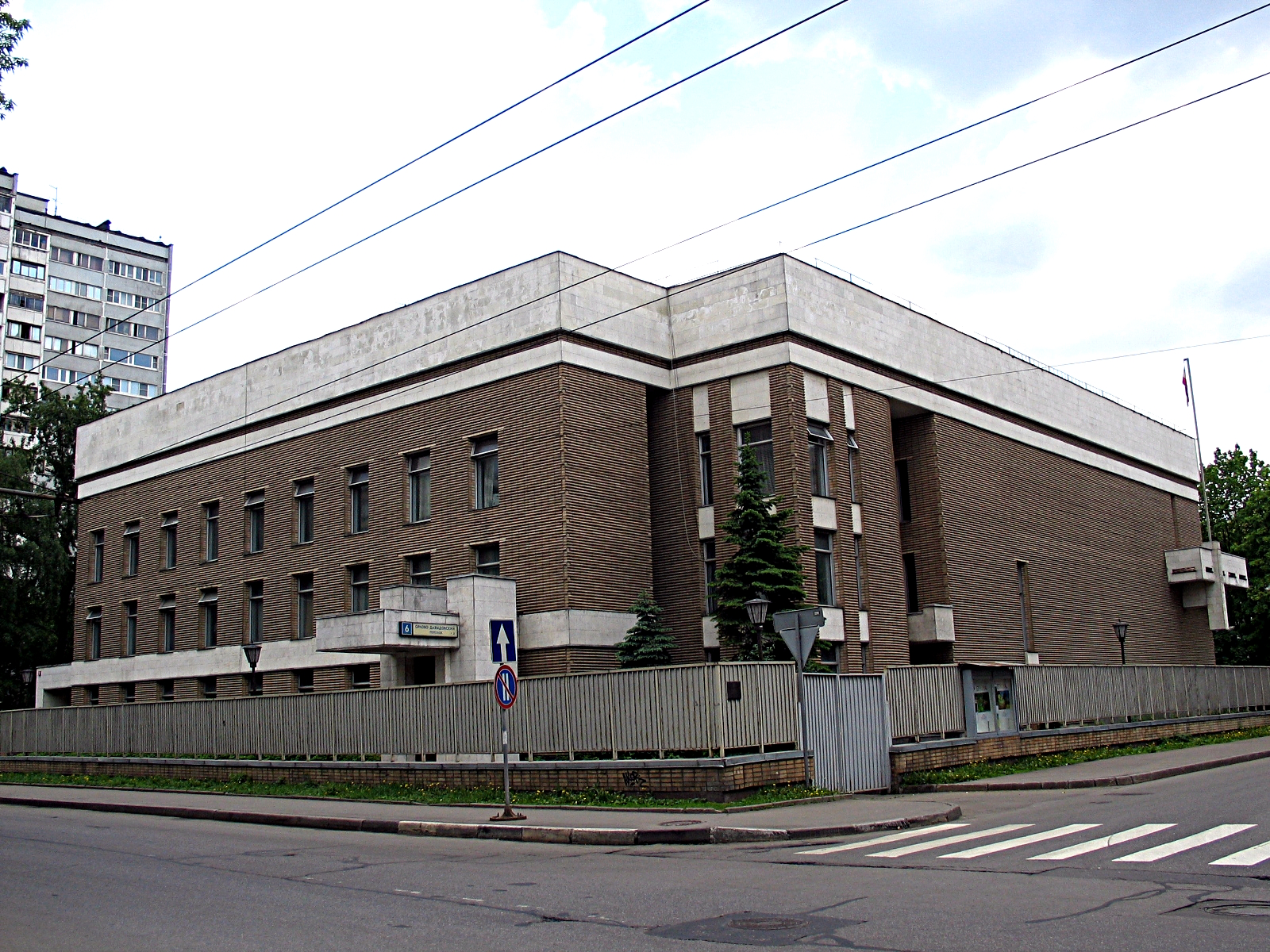
모스크바 주재 에티오피아 대사관

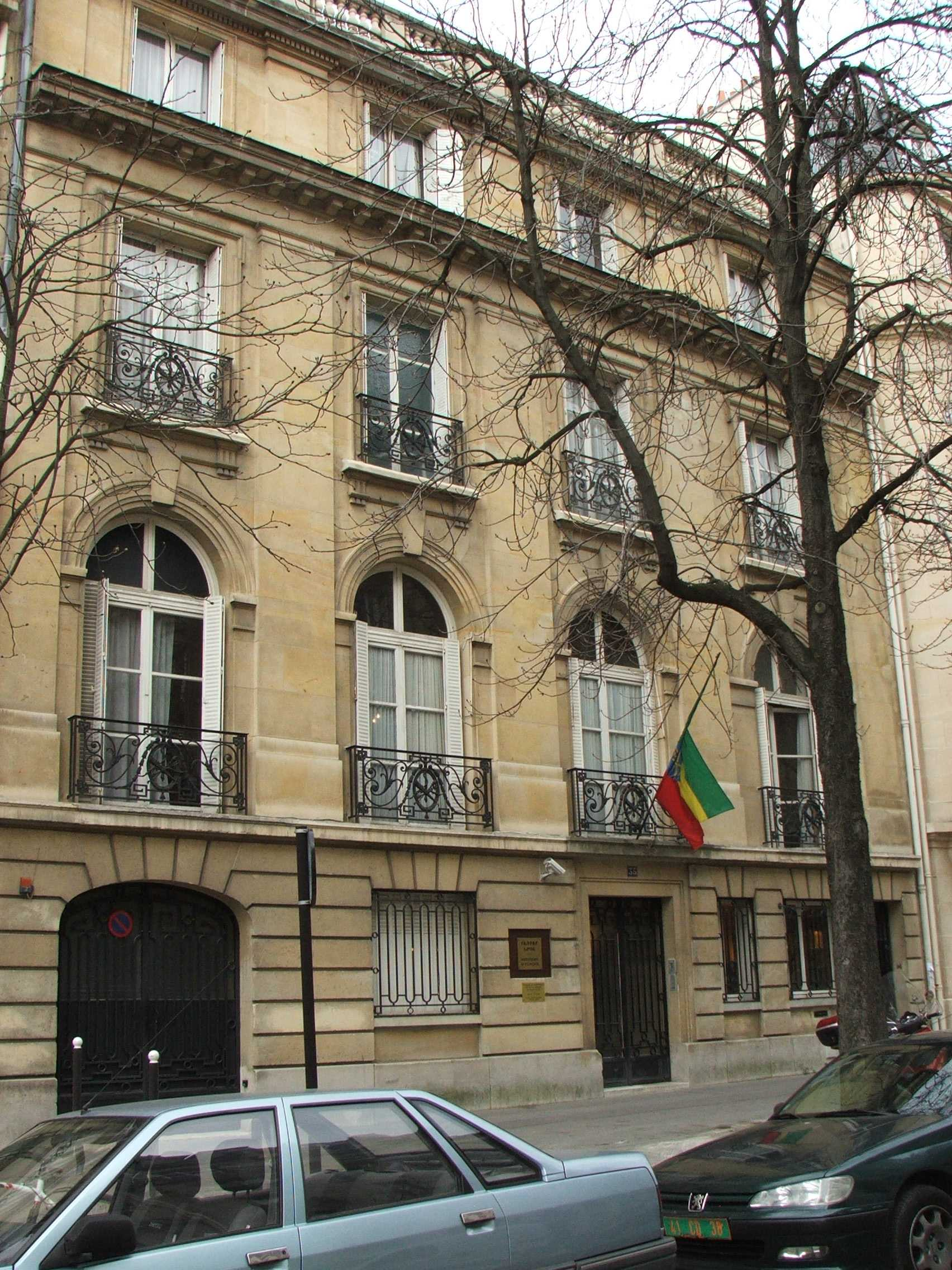
파리 주재 에티오피아 대사관

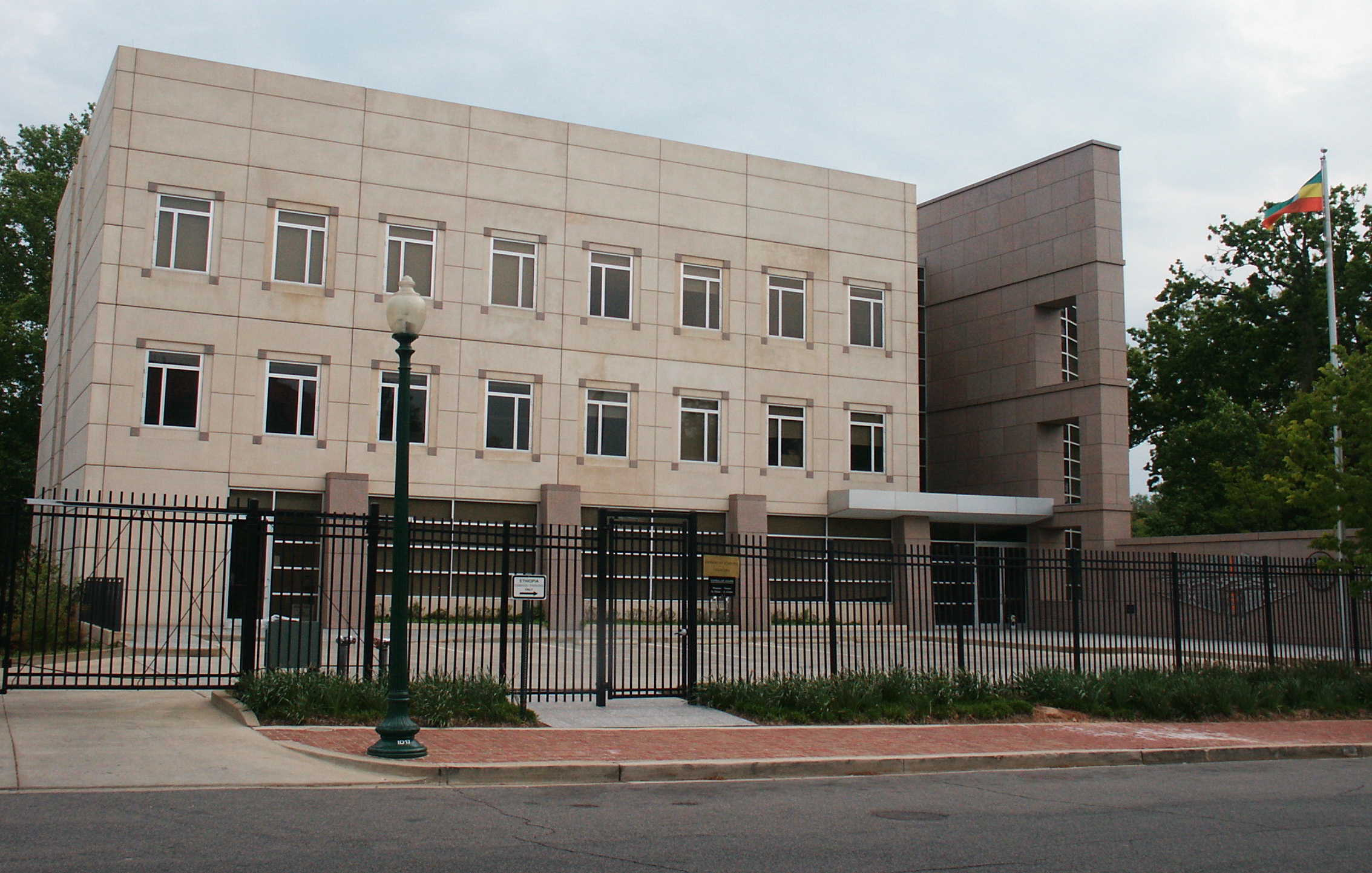
워싱턴 D.C. 주재 에티오피아 대사관

에티오피아의 재외공관 목록은 에티오피아 주재 대사관을 각국에 상주시켜 놓는 것을 의미하며 에티오피아의 재외공관을 나열한 목록이다.

## 아프리카
- 코트디부아르 : 아비장 (대사관)
- 지부티 : 지부티 시 (대사관)
- 이집트 : 카이로 (대사관)
- 가나 : 아크라 (대사관)
- 케냐 : 나이로비 (대사관)
- 나이지리아 : 아부자 (대사관)
- 세네갈 : 다카르 (대사관)
- 소말리아 : 모가디슈 (대사관), 가로웨 (총영사관), 하르게이사 (총영사관)
- 남아프리카 공화국 : 프리토리아 (대사관)
- 남수단 : 주바 (대사관)
- 수단 : 하르툼 (대사관)
- 우간다 : 캄팔라 (대사관)
- 짐바브웨 : 하라레 (대사관)

## 아메리카
- 브라질 : 브라질리아 (대사관)
- 캐나다 : 오타와 (대사관)
- 쿠바 : 아바나 (대사관)
- 미국 : 워싱턴 D.C. (대사관), 로스앤젤레스 (영사관)

## 아시아
- 중화인민공화국 : 베이징시 (대사관), 충칭시 (총영사관), 광저우시 (총영사관), 상하이시 (총영사관)
- 인도 : 뉴델리 (대사관)
- 이스라엘 : 텔아비브 (대사관)
- 일본 : 도쿄도 (대사관)
- 대한민국 : 서울특별시 (대사관)
- 쿠웨이트 : 쿠웨이트시티 (대사관)
- 레바논 : 베이루트 (총영사관)
- 카타르 : 도하 (대사관)
- 사우디아라비아 : 리야드 (대사관), 지다 (총영사관)
- 튀르키예 : 앙카라 (대사관)
- 아랍에미리트 : 아부다비 (대사관), 두바이 (총영사관)
- 예멘 : 사나 (대사관)

## 유럽
- 벨기에 : 브뤼셀 (대사관)
- 프랑스 : 파리 (대사관)
- 독일 : 베를린 (대사관), 프랑크푸르트암마인 (총영사관)
- 아일랜드 : 더블린 (대사관)
- 이탈리아 : 로마 (대사관)
- 러시아 : 모스크바 (대사관)
- 스웨덴 : 스톡홀름 (대사관)
- 영국 : 런던 (대사관)

## 오세아니아
- 오스트레일리아 : 캔버라 (대사관)

## 대표부
- EU 에티오피아 정부 대표부 : 브뤼셀
- UN 에티오피아 정부 대표부 : 뉴욕, 제네바
- 아프리카 연합 에티오피아 정부 대표부 : 아디스아바바